# Nicholas Danby
Nicholas Danby (1935 - 1997) was een Brits organist, componist en muziekpedagoog.

## Levensloop
Danby deed middelbare studies aan het Beaumont College, geleid door de jezuïeten. Hij ging in de leer bij de Belgische organist Guy Weitz (Verviers 1883 - Londen 1970) die organist was (1917-1967) van de Jezuïetenkerk Onze-Lieve-Vrouw-Onbevlekt-Ontvangen in Mayfair, Londen. Danby volgde hem in deze functie op.
Danby doceerde orgel aan de Royal College of Music en de Royal Academy of Music (hoofd van de afdeling orgel van 1989 tot 1996), beide in Londen. Onder zijn leerlingen zijn te vermelden: Paul Derrett, John Keys, Paul Hale, Paul Trepte, Momoyo Kokubu en zijn twee opvolgers in de jezuïetenkerk Martin Parry en David Graham.
Gedurende dertig jaar was hij muziekdirecteur in de kerk van de jezuïeten in Farm Street, Mayfair. Hij richtte er het professionele zangkoor opnieuw op. Hij doorliep ook een drukke loopbaan als internationaal bekende concertant op orgel.
Hij spande zich in voor de internationale uitstraling van de Britse organisten. Hij was onder meer jurylid bij internationale wedstrijden, zoals in Brugge, waar hij in 1979 jurylid was voor de internationale orgelwedstrijd, in het kader van het Festival Oude Muziek. 

## The Nicholas Danby Trust
Na de vroegtijdige dood van Danby vanwege hartproblemen, werd een Stichting opgericht die tot doel heeft elk jaar een laureaat uit te kiezen die belangrijk is voor de orgelstudie.